# Let It Be (cançó)
"Let It Be" és una cançó de la banda de rock anglesa The Beatles, publicada el 6 de març de 1970 com a senzill, i (en una barreja alternativa) com a cançó principal del seu àlbum Let It Be. Va ser escrita i cantada per Paul McCartney, i atribuïda a la col·laboració entre Lennon i McCartney. La versió senzilla de la cançó, produïda per George Martin, presenta un solo de guitarra més suau i la secció orquestral mesclada baix, en comparació amb la versió de l'àlbum, produïda per Phil Spector, que presenta un solo de guitarra més agressiu i les seccions orquestrals mesclades més amunt.
En aquell moment, va suposar el debut més alt a la llista Billboard Hot 100, començant la seva carrera a les llistes al número 6 i finalment arribant al cim. Va ser l'últim senzill dels Beatles abans que McCartney anunciés la seva marxa de la banda. Tant l'àlbum Let It Be com el senzill estatunidenc "The Long and Winding Road" es van publicar després de l'anunci de la sortida de McCartney i la posterior dissolució del grup.

## Composició i gravació

### Orígens
Existeixen dues explicacions contradictòries sobre els orígens de la cançó. El mateix McCartney ha declarat que va tenir la idea de "Let It Be" després de somiar amb la seva mare, Mary Patricia McCartney, que havia mort de càncer el 1956, quan Paul tenia catorze anys. Més tard, McCartney va dir: «Va ser fantàstic tornar-la a visitar. Em vaig sentir molt afortunat de tenir aquell somni. Això em va fer escriure 'Let It Be'». En una entrevista posterior, va dir sobre el somni que li havia explicat la seva mare: «It will be all right, just let it be» (Tot anirà bé, deixa-ho estar). Tot i que s'interpreta àmpliament com una al·lusió a la Mare de Déu, en particular a l'Anunciació, McCartney sol respondre que els oients poden interpretar la cançó com vulguin.

Una explicació anterior i diferent dels orígens de la cançó la va donar el road manager dels Beatles, Malcolm Evans, qui va afirmar que McCartney havia concebut la cançó després de tenir una visió d'Evans durant les sessions de meditació del grup a l'Índia el març de 1968. En una entrevista amb David Frost el 1975, Evans va declarar:
Un dia, en Pau estava meditant i jo vaig venir a veure'l en una visió. I jo estava allà dret dient deixa-ho estar, deixa-ho estar, i d'aquí va sortir la cançó. I és divertit, perquè el vaig portar a casa després d'una sessió una nit, i eren les tres de la matinada, plovia, era fosc a Londres, i en Paul estava dient això, ja saps, dient que jo havia escrit aquesta cançó, em va dir a l'instant, la cançó seria 'Brother Malcom', però eh, vull canviar 'Brother Malcom' per si ens fem una idea equivocada!
McCartney va començar a tocar "Let It Be" a l'estudi de gravació entre preses de "Piggies" el 19 de setembre de 1968, durant les sessions per The Beatles ("The White Album"). Durant aquest assaig, es canta "Brother Malcolm", referint-se a Evans, en lloc de "Mother Mary", corroborant l'explicació d'Evans; la primera lletra també seria cantada ocasionalment per McCartney durant els assajos posteriors de la cançó.

### Enregistraments
La cançó s'assajaria correctament als estudis de cinema de Twickenham el 3 de gener de 1969, on el grup havia començat el dia anterior el que es convertiria en la pel·lícula Let It Be. Durant aquesta etapa de la pel·lícula només gravaven a les platines mono que s'utilitzaven per sincronitzar amb les càmeres de pel·lícula i no feien gravacions multipista per al llançament. Es va gravar una sola presa, només amb McCartney al piano i la veu. El primer intent amb els altres Beatles es va fer el 8 de gener. La feina en la cançó va continuar durant tot el mes. Els enregistraments multipista van començar el 23 de gener als estudis Apple.
La presa màster es va enregistrar el 31 de gener de 1969, com a part de l'"Apple Studio Performance" per al projecte. McCartney tocava un piano Blüthner, Lennon tocava el baix elèctric de sis cordes (substituït per la part de baix del propi McCartney a la versió final a instàncies de George Martin), George Harrison i Ringo Starr van assumir els seus papers convencionals, a la guitarra i la bateria respectivament, i Billy Preston va contribuir a l'orgue Hammond. Aquesta va ser una de les dues interpretacions adequades de "Let It Be" enregistrades aquell dia. La primera versió, designada com a presa 27-A, va servir com a base per a totes les versions oficialment publicades de la cançó. L'altra versió, la presa 27-B, es va incloure a la pel·lícula Let It Be com a part de l'actuació d'estudi d'Apple juntament amb "Two of Us" i "The Long and Winding Road".
Abans del 2021, la interpretació cinematogràfica de "Let It Be" no es va publicar oficialment com a enregistrament d'àudio. La lletra de les dues versions difereix una mica a l'última estrofa. La versió d'estudi té mother Mary comes to me ... there will be an answer, mentre que a la versió cinematogràfica mother Mary comes to me ... there will be no sorrow. A més, la interpretació vocal de McCartney és notablement diferent en ambdues versions: a la versió cinematogràfica, sona aspra en certs moments, ja que no utilitza l'anti-pop al micròfon; també hi ha un parell de veus en falset interpretades per ell (ampliant la 'e' vocal de la paraula 'be'), per exemple, al vers 'let it be' que precedeix el segon cor. Finalment, la progressió instrumental que apareix al mig de la cançó després del segon cor (que baixa de Fa a Do), que es toca dues vegades en totes les versions d'estudi publicades, es toca (o si més no es mostra tocant) només una vegada a la pel·lícula. Una nova mescla de la presa utilitzada a la pel·lícula es va incloure com a "Take 28" (Presa 28) a l'edició Super Deluxe de 2021 de l'àlbum Let It Be.
El 30 d'abril de 1969, Harrison va sobregravar un nou solo de guitarra a la millor presa del 31 de gener. Va sobregravar un altre solo el 4 de gener de 1970. El primer solo de sobregrabació es va utilitzar per al llançament del senzill original, mentre que el segon es va utilitzar per al llançament de l'àlbum original. Alguns fans creuen erròniament que hi havia dues versions de la cançó bàsica – basat principalment en els diferents solos de guitarra, però també en altres diferències en les sobregravacions i mescles.
McCartney va enviar una maqueta d'aquesta cançó a Jerry Wexler a finals de 1969 i aquest li va passar la gravació a Aretha Franklin, la versió de la qual va sortir al gener de 1970, com el primer llançament de "Let It Be".

### Versió en senzill
El senzill utilitzava les mateixes fotografies de portada que l'àlbum Let It Be, i es va publicar originalment el 6 de març de 1970, juntament amb la cançó " You Know My Name (Look Up the Number)", amb un crèdit de producció per a George Martin. Aquesta versió inclou orquestració i cors sobregravats el 4 de gener de 1970, sota la supervisió de Martin i McCartney, amb cors que incloïen l'única contribució coneguda de Linda McCartney a una cançó dels Beatles. Va ser durant aquesta mateixa sessió que Harrison va gravar el segon solo de guitarra sobregravat. La intenció en un moment donat era que els dos solos de sobregravació sonessin junts. Aquesta idea es va descartar per a la mescla final del senzill, i només es va utilitzar el solo del 30 d'abril, tot i que la sobregrabació del 4 de gener es pot sentir dèbilment durant l'últim vers. En aquesta versió, Martin va mesclar l'orquestració molt a baixa freqüència.
La barreja del senzill va debutar a l'àlbum recopilatori dels Beatles 1967–1970 (també conegut com a Blue Album). Les edicions originals mostren erròniament la durada de 4:01 (de l'àlbum Let It Be), i no la durada de la versió senzilla de 3:52. Aquesta versió també es va incloure a 20 Greatest Hits , Past Masters Volume 2 i 1.
L'EP Let It Be (1972 Melodiya) va ser el primer llançament dels Beatles a la Unió Soviètica. L'EP de vinil de 3 pistes i 7 polzades, M62-36715/6, també incloïa "Across the Universe" i "I Me Mine".

### Versió de l'àlbum
El 26 de març de 1970, Phil Spector va remesclar la cançó per a l'àlbum Let It Be. Aquesta versió inclou la segona sobregrabació del solo de guitarra de Harrison, menys cors, un efecte de retard al xarles de Starr i una orquestració més destacada. El cor final té tres "let it be ...", ja que "there will be an answer" es repeteix dues vegades (en lloc d'una vegada com al senzill) abans del vers "whisper words of wisdom" per tancar la cançó. A l'àlbum, quan acaba la cançó anterior, "Dig It", se sent Lennon dient amb veu de falset, imitant Gracie Fields: "That was 'Can You Dig It' by Georgie Wood, and now we'd like to do 'Hark, the Angels Come'".

### VersióAnthology
Una versió inèdita de la cançó del gener de 1969 (gravada abans del màster), sense producció pesada, va aparèixer a Anthology 3 el 1996. Aquesta versió, presa 1, va ser enregistrada el 25 de gener de 1969. És una versió molt més senzilla, ja que McCartney encara no havia escrit l'últim vers ("And when the night is cloudy... I wake up to the sound of music..."). En canvi, es repeteix la primera estrofa. La cançó, tal com es va publicar a Anthology 3, també inclou una conversa d'estudi entre Lennon i McCartney abans d'una presa del 31 de gener de 1969.
 
A més, al final de la cançó de la versió Anthology 3, es pot sentir Lennon dient, després d'una altra presa del 31 de gener, "I think that was rather grand. I'd take one home with me. OK let's track it. (Ofec) You bounder, you cheat!" (Això és una referència a la política de no sobregravar que els Beatles havien adoptat per al projecte Get Back – «track» fa referència al seguiment doble de les veus en una gravació.) La durada de la versió Anthology és de 4:05.

### VersióLet It Be...Naked
Una altra versió de la cançó va aparèixer a l'àlbum Let It Be... Naked de 2003. La major part d'aquesta remescla és la presa 27-A del 31 de gener de 1969, amb parts de la presa 27-B (tal com s'utilitza a la pel·lícula Let It Be), inclòs el solo de guitarra suau, empalmades.
Aquesta versió conté una pista de piano diferent de la de les versions d'estudi i individual. Aquesta pista de piano es va extreure en part de la presa 28, que es va publicar posteriorment i es pot escoltar a la reedició Super Deluxe de l'àlbum Let It Be el 2021. A la introducció, McCartney toca una nota de baix addicional de La durant l'acord de La menor (molt similar a com toca la introducció a la versió cinematogràfica); també toca un acord de La menor estàndard al piano al primer temps del compàs dos de l'últim vers (al vers de "mother", també com a la versió cinematogràfica), mentre que les altres versions tenen una harmonització de piano diferent que es pot interpretar fàcilment com un error no corregit. Els cors de la tornada d'aquesta versió són similars als de la versió senzilla, però es redueixen significativament de volum, tot i que conserven un efecte coral amb molta reverberació. A Ringo Starr no li va agradar la versió de Phil Spector, on la bateria de Starr s'augmentava amb l'"efecte de retard de cinta" de Spector als seus xarles durant la segona estrofa de la cançó i afegia vibradors, així que Let It Be... Naked presenta la seva bateria original amb un "enfocament simplificat". També van desaparèixer els rodets de sobregrabació de tom-tom, que es sentien després del solo de guitarra durant la tercera estrofa. Starr també va comentar que després del llançament de Naked, ara hauria d'escoltar McCartney dient "Ja t'ho deia" quan parlés de la producció de Spector. La durada de la cançó a Let It Be... Naked és 3:52.

### Mescles de Glyn Johns
Glyn Johns va mesclar la cançó el 28 de maig de 1969 quan acabava les mescles per a l'àlbum Get Back . Aquesta versió no es va publicar en aquell moment. Va utilitzar la mateixa mescla el 5 de gener de 1970, en un intent de compilar una versió acceptable del LP; aquesta versió exemplifica millor les tècniques d'enregistrament de bateria de Glyn. De nou, aquesta versió del LP mai es va publicar oficialment. La versió de l'LP de Glyn Johns de 1969 es va incloure a la publicació "Super Deluxe" de Let It Be del 2021.

## Vídeo musical
El 10 de maig de 2024, es va publicar un nou videoclip oficial de la cançó al canal de YouTube de la banda, amb fragments de la pel·lícula de 1970 Let It Be.

## Personal
Segon That Magic Feeling de John Winn, The Complete Beatles Chronicle de Mark Lewisohn i Encyclopedia of Great Popular Song Recordings, Volume 1 de Steve Sullivan:
The Beatles
- Paul McCartney: veu principal i de suport, piano, maraques, piano elèctric, baix[22][29]
- John Lennon: veus de suport
- George Harrison: guitarres principals, veus de suport
- Ringo Starr: bateria

Músics addicionals
- Linda McCartney: cors[16][29]
- Billy Preston: orgue Hammond
- George Martin: arranjaments de corda i metall
- Músics de sessió desconeguts: orquestració

## Llistes
| Llistes (1970)                      | Millor posició |
| ----------------------------------- | -------------- |
| Alemanya Federal (Musikmarkt)       | 2              |
| Austràlia (Kent Music Report)       | 1              |
| Àustria (Ö3 Austria Top 40)         | 1              |
| Bèlgica (Ultratop 50 Flandes)       | 3              |
| Canadà Top Singles (RPM)            | 1              |
| Finlàndia (Suomen virallinen lista) | 6              |
| França (SNEP)                       | 1              |
| Hongria (Rádiós Top 40)             | 1              |
| Indonèsia (Aktuil)                  | 3              |
| scope="row"                         |                |
| Itàlia (Musica e Dischi)            | 1              |
| Païssos Baixos (Dutch Top 40)       | 1              |
| Païssos Baixos (Single Top 100)     | 1              |
| Nova Zelanda (Listener)             | 1              |
| Noruega (VG-lista)                  | 1              |
| Suècia (Kvällstoppen)               | 3              |
| Suècia (Tio i Topp)                 | 6              |
| Suïssa (Swiss Hitparade)            | 1              |
| UK Singles (OCC)                    | 2              |
| US Billboard Hot 100                | 1              |
| US Adult Contemporary (Billboard)   | 1              |

| Llistes (2010)                      | Millor posició |
| ----------------------------------- | -------------- |
| Espanya (PROMUSICAE)                | 39             |
| Finlàndia (Suomen virallinen lista) | 20             |
| US Billboard Hot 100 Recurrents     | 1              |

| Llistes (2013) | Millor posició |
| -------------- | -------------- |
| França (SNEP)  | 96             |

| Llistes (2016)             | Millor posició |
| -------------------------- | -------------- |
| Suècia (Sverigetopplistan) | 39             |

| Llistes (2019)                              | Millor posició |
| ------------------------------------------- | -------------- |
| US Hot Rock & Alternative Songs (Billboard) | 12             |

| Llista (1970)                             | Posició |
| ----------------------------------------- | ------- |
| Alemanya Federal (Official German Charts) | 6       |
| Àustria (Ö3 Austria Top 40)               | 4       |
| Bèlgica (Ultratop Flanders)               | 44      |
| Canadà Top Singles (RPM)                  | 3       |
| Països Baixos (Dutch Top 40)              | 39      |
| Països Baixos (Single Top 100)            | 25      |
| Suïssa (Schweizer Hitparade)              | 4       |
| US Billboard Hot 100                      | 9       |
| US Adult Contemporary (Billboard)         | 8       |